# Key-Relationship-Management
Der Begriff Key-Relationship-Management bezeichnet das Organisieren und Gestalten von Beziehungen zu Personen in Unternehmen und Organisationen mit dem Ziel, das Erreichen von persönlichen und/oder Unternehmenszielen zu fördern oder diese erst zu ermöglichen.

## Begriff
Der Ausdruck „Key-Relationship-Management“ (KRM) stammt aus dem Englischen. „Key“ kann sinngemäß mit „Schlüsselposition“ oder „Schlüsselfigur“ übersetzt werden. Der Begriff bezeichnet den oder die „Keyplayer“, die Entscheider und Entscheidungsbeeinflusser in (unternehmerischen) Entscheidungsprozessen. „Relationship Management“ bedeutet „Beziehungsmanagement“ und wird als Begriff in der Praxis sowohl für die Verwaltung von Kontakten als auch für die Gestaltung von Beziehungen verwendet.

## Abgrenzungen
Die bekannteste und häufigste Form des Relationship Management ist das Customer-Relationship-Management (CRM). CRM konzentriert sich vor allem auf die Unternehmensbereiche Vertrieb, Marketing und Service mit dem Ziel,  die Beziehung des Unternehmens zu seinen Kunden auf- und auszubauen. Nutzen ist z. B. die stärkere Bindung der Kunden an das Unternehmen.
Key-Relationship-Management (KRM) begreift sich als Erweiterung des CRM und gilt für alle Bereiche eines Unternehmens. Anders als bei CRM rücken die Beziehungen zwischen den handelnden Personen (den „Keyplayern“) des Unternehmens und denen von Kunden, Lieferanten, Knowhow-Trägern, Organisationen etc. in den Mittelpunkt.
Stakeholder-Relationship-Management (SRM) versucht, die Beziehungen eines Unternehmens zu seinen wichtigsten Anspruchsgruppen in Einklang zu bringen. Key-Relationship-Management befasst sich schwerpunktmäßig mit Einzelpersonen.  Personengruppen sind dann relevant, wenn sie sich fallweise (z. B. für die Durchführung von Verhandlungen) bilden.

## Grundlegendes Verständnis des KRM
Key-Relationship-Management arbeitet weitgehend auf Personenebene und ist als solches z. B. auch Bestandteil der Aufgaben von Key Account Managern. Die Zielgruppen für Key-Relationship-Management sind außer den Kunden eines Unternehmens alle weiteren externen Ansprechpartner, die für das Unternehmen von Wert sind (z. B. Lieferanten, Berater, Behörden, Organisationen etc.). KRM gehört deshalb zu den Aufgaben eines jeden, der für sich persönlich oder für sein Unternehmen stabile Netzwerke aufbauen will oder muss. Voraussetzungen für erfolgreiches Key-Relationship-Management sind Vertrauen, Zuverlässigkeit, Präzision, schnelle Reaktion und eine kontinuierliche Kommunikation.
Der Auf- und Ausbau der persönlichen Beziehungen zum jeweiligen Gesprächspartner (oft Entscheider) erleichtert notwendige Überzeugungsprozesse:
- breitere Vertrauensbasis
- umfangreichere Informationsgewinnung
- einleuchtendere Argumentation
- bessere Lösungen
- weniger Konflikte

## Werkzeuge
Zur Dokumentation der Informationen über die "Keyplayer", geplante und durchgeführte Aktivitäten und der resultierenden Entwicklung der persönlichen und geschäftlichen Beziehungen wird häufig Standard-Software eingesetzt, die zumindest eine Basis-Dokumentation zulässt.